# بولولا

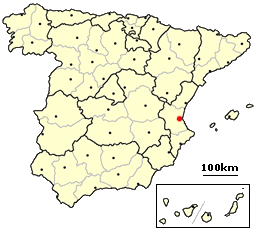
موقع البلدية

بلدية بولولا (بالإسبانية: Bolulla)‏, هي بلدية تقع في مقاطعة اليكانتي. جنوب شرق إسبانيا. يبلغ عدد سكانها 390 نسمة.